# マサリベツ演習場
マサリベツ演習場（マサリベツえんしゅうじょう）は陸上自衛隊が留萌市に設置した演習場。

## 概要
- 演習場として訓練される機会はほぼ無い演習場である。訓練目的は近辺にある留萌駐屯地部隊の79式対戦車誘導弾部隊が海上(留萌港）に向けて射撃訓練（射撃予習）目的のみに使用される。
- 入口は神居岩スキー場(公園管理棟）付近より進入する。
- 演習場内にテレビ電波の反射板が設置されている。